# Pohledští Dvořáci

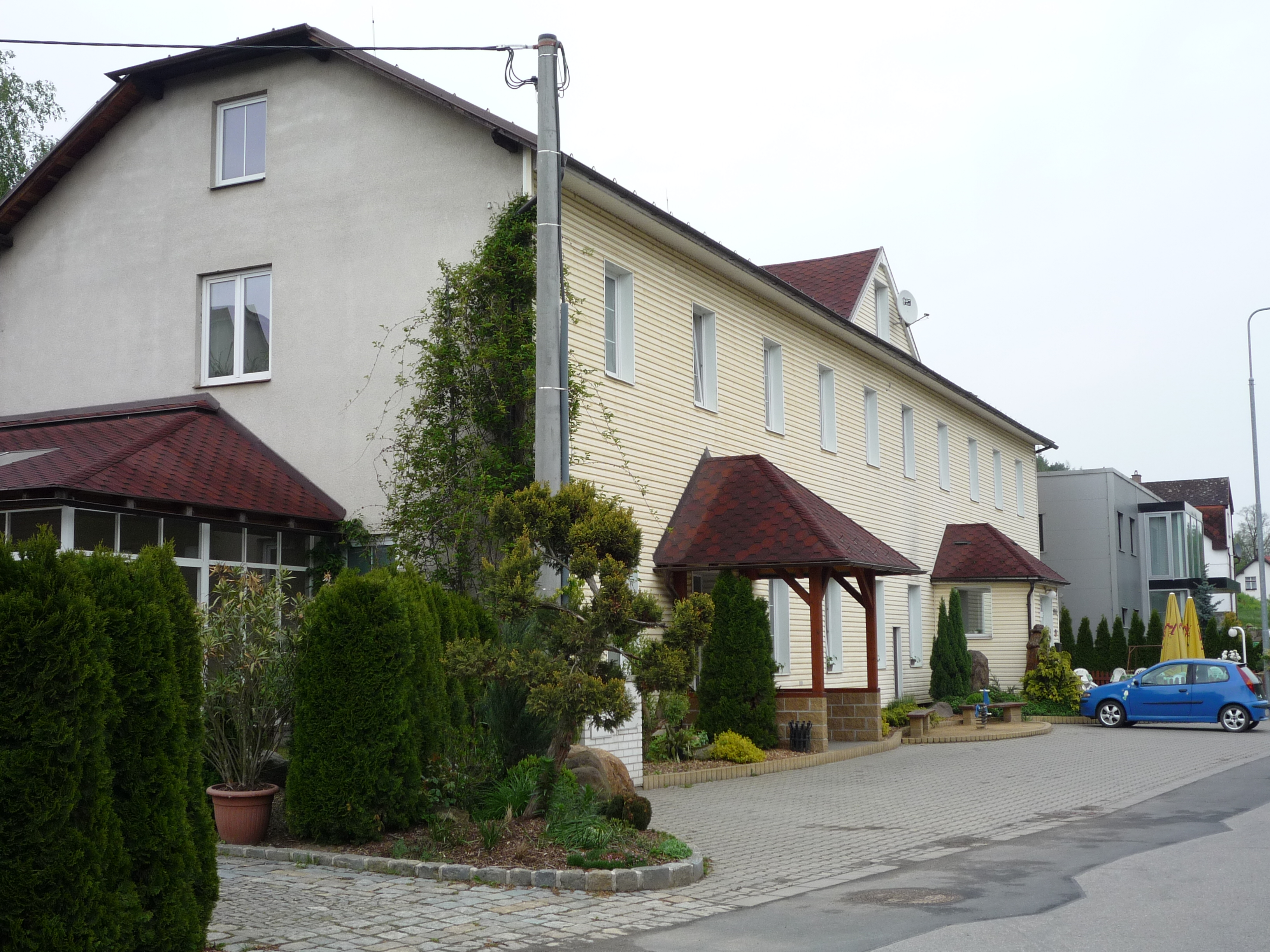
Hostinec U Panských in Hamry

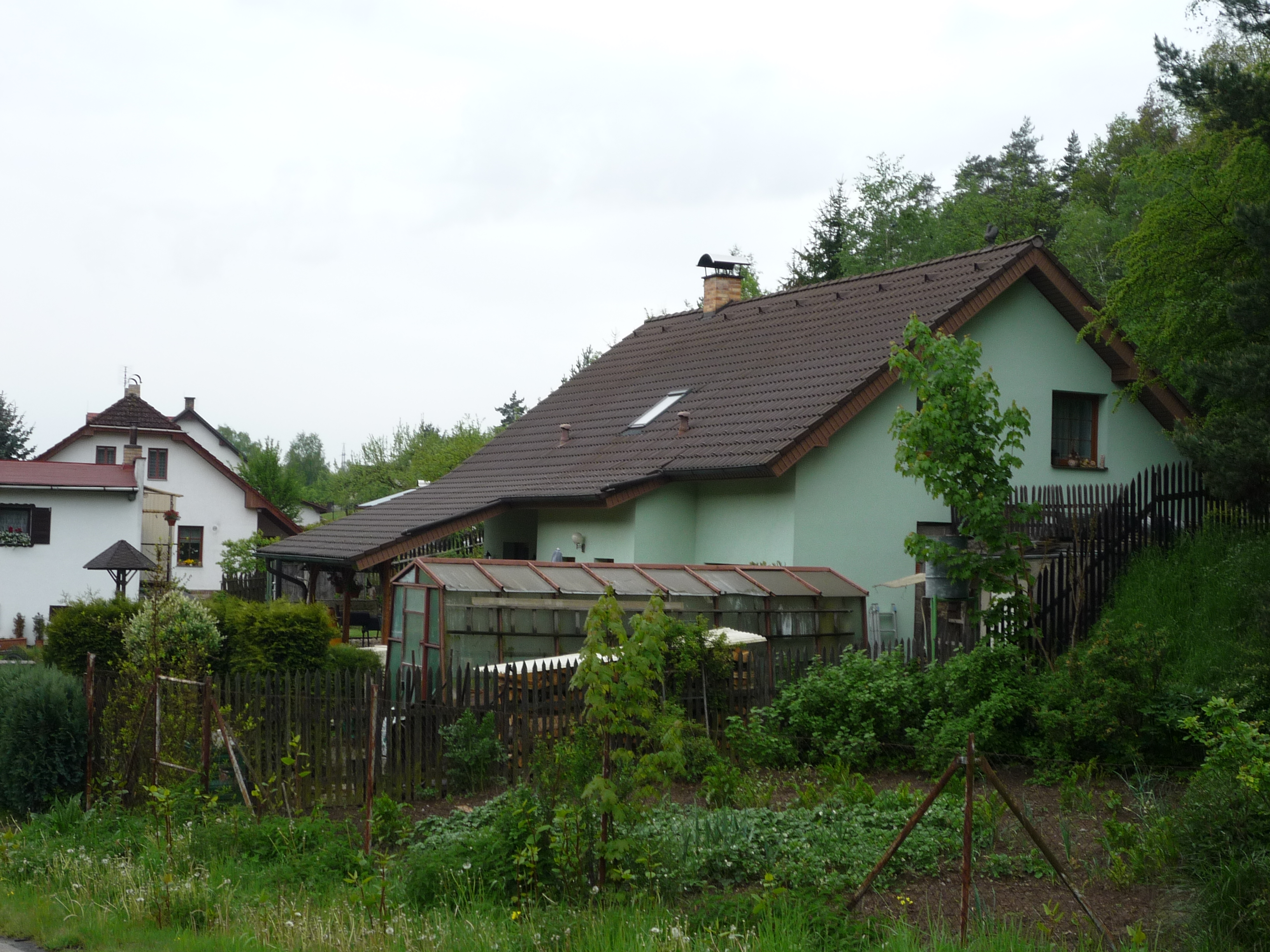
Ortsansicht

Pohledští Dvořáci (deutsch Frauentaler Höfler, auch Höflern) ist eine Grundsiedlungseinheit der Stadt Havlíčkův Brod in Tschechien. Sie liegt zwei Kilometer östlich des Stadtzentrums von Havlíčkův Brod und gehört zum Okres Havlíčkův Brod.

## Geographie
Pohledští Dvořáci befindet sich rechtsseitig der Sázava an der Einmündung des Baches Břevnický potok in der Hornosázavská pahorkatina (Hügelland an der oberen Sázava). Durch den Ort führen die Staatsstraße I/34 von Havlíčkův Brod nach Ždírec nad Doubravou sowie die Bahnstrecken Brno–Havlíčkův Brod und Havlíčkův Brod–Pardubice.
Nachbarorte sind Občiny, U Pabousků, U Myslivců, U Venců, Břevnice und Kyjov im Norden, Dvorce, Ždírec und Böhmův Dvůr im Nordosten, Rouštany, Anžírna und Pohled im Osten, Samoty, Zálesí, Dvorek und Termesivy im Südosten, Stříbrný Dvůr und Žižkov im Süden, Horní Žižkov im Südwesten, Za Klášterem und Kalvárie im Westen sowie Vršovice im Nordwesten.

## Geschichte
Nach der Gründung der Stadt Brod Smilonis wurde in der Mitte des 13. Jahrhunderts in deren Weichbild in ein bis zwei Kilometern Entfernung ein Gürtel von landwirtschaftlichen Einzelhöfen der Broder Bürger angelegt. Die Bewirtschaftung der Höfe erfolgte nicht durch die Bürger selbst, sondern durch freie Erbpächter, die dafür einen festen Schoss zahlten. Die Höfler waren anfänglich ganz freie Bauern und wurden im 14. Jahrhundert unter Befreiung von fast allen Verpflichtungen der Grundobrigkeit untertänig. Im Gegensatz zu den böhmischen Freihöfen waren die Höfler nicht landtäflig belehnt, sie standen mit den Eigentümern in einem erblichen emphyteutischen Verhältnis. Die Rechtsstellung der Höfler ist vergleichbar mit den Künischen Freibauern, nirgends sonst im Königreich Böhmen lagen die Freihöfe in einer solchen Dichte wie um Brod Smilonis.
Im Stadtprivileg von 1278 wurden die Dörfer Poděbaby und Gobldorf, die Gehöfte Šenklhof, Raušnštan, Verneřuov, Pabianuov, Koranduov, Hertuov, die Höfe von Hayman Ryšavý, Jindřich Bihuš, Konrát Bielý, der Familien Olman und Wilhelm, die Felder von Ebhart dem Älteren, vier Hufen in Ješuov, eine Hufe in Erhartuov, eine Hufe und der Wald in Hercuov, eine Halbhufe in Arnoltuov, die Höfe Werneřuov und Beranuov in Veselice sowie der Hof Remelduov in Jeřnujeves als Zubehör der Stadt aufgeführt. Im 14. Jahrhundert entstanden weitere Höfe; erwähnt wurden 1339 der Hof der Richterswitwe Eliška Verner, 1343 der Hof von Štěpán Lucie, 1379 der Hof von Mikuláš Göldner und Hof Tirmanshofen, 1382 der befestigte Hof Haderburg und der Chudenhof sowie 1393 der Hof von Mikuláš Liphart. Zu dieser Zeit waren die Höfler bis auf einen Umkreis von fünf Kilometern ausgebreitet. Es wird angenommen, dass die in Sichtweite der Bergstadt befindlichen Höfe zugleich auch deren Schutz und zur Warnung vor herannahenden feindlichen Truppen dienten. Die Höfe Ridlův dvůr, Mendlův dvůr, Kocmanův dvůr, Novotnův dvůr und Prchalův dvůr lagen unweit der nach Iglau führenden Straße, der Baštinův dvůr an der Straße nach Polná und Šidlákov, die Höfe Rauchštein, Haderburg, Šenklhofy und Šidlákův dvůr an der Straße nach Přibyslav, Kyglhofy an der Straße nach Ždírec, Pelestrov, Rožnak und Kotlasovy dvory an der Straße nach Čáslav, Chudenhof, Valentův dvůr, Vítkův dvůr und Urbanův dvůr am Weg nach Humpolec, Veselice, Papšíkův dvůr und Spálený dvůr am Weg nach Okrouhlice und Světlá.
Nachdem die Stadt Deutschbrod 1422 von den Hussiten unter Jan Žižka erobert und zerstört worden war, bemächtigte sich Nikolaus Trčka von Lípa der Stadtgüter und schlug sie seiner Burg Lipnitz zu. Nach der Wiederbesiedlung von Deutschbrod mit tschechischer Bevölkerung erhielt die Stadt mit den Kotlasovy dvory, Primátorský dvůr und Obecní dvůr nur einen geringen Teil der Höfler zurück. Die übrigen Höfler machte er seinen Meierhöfen Chlístov und Klanečná untertänig. Im Jahre 1496 kam es zu einer Rebellion der Höfler, die ihre alten Rechte wiederhergestellt haben wollten. Nach dem Tod von Nikolaus Trčka von Lípa wurde die Herrschaft in der Zeit zwischen 1559 und 1561 aufgeteilt; das Gut Světlá mit der Stadt Chotěboř und den Städtchen Smrdov, Habry, Bělá und Dolní Město einschließlich etwa 70 Dörfern fiel Burian Trčka von Lípa zu. Im Jahre 1562 erwarb Franz von Thurn und Valsassina die Herrschaft Deutschbrod, die Rychta der Höfler wurde dabei von den Deutschbroder Stadtrechten abgetrennt und der Herrschaft Světlá zugeordnet. Im Urbar der Herrschaft Světlá von 1591 sind die dem Höfler-Rychtář in Veselice unterstehenden Höfe um Deutschbrod aufgeführt: rechts der Sázava die Höfe Spálené dvory, Panuškovy dvory, Baštinův dvůr, Bartův dvůr, Berkův dvůr, Šenklyfy, Rauštan, Kylgyfy und Kloučkovy dvory; links des Flusses Baštinův dvůr, Kocmanovy dvory, Novotnův dvůr, Nyklperky, Škrlíkovy dvory, Štědromovy dvory und Pabšíkův dvůr. Separat aufgeführt wurden Poděbaby, Veselice und Termesivy.
Jan Rudolf Trčka von Lípa, der die Herrschaft Světlá 1597 von seinem Bruder Maximilian geerbt hatte, verkaufte 1598 das Dorf Suchá sowie die Höfe Termesivy, Spálené dvory, Pavučkovy dvory, Šenklhofy und Kylhofy seinem Swietlaer Hauptmann Johann Güglinger von Kneiselstein (Jan Gyglingar z Kneislštejna). Die damit von den übrigen dvořáci na samotách kolem Brodu (Höfler in den Einöden um Brod) abgetrennten Höfe wurden als dvořáci na vrších (Höfler auf den Höhen) bezeichnet. Güglinger verkaufte im Jahre 1600 Suchá sowie zwei Höfe von Spálené dvory mit einer freien Schenke an Deutschbroder Bürger. Das Gut Termesivy mit den zugehörigen Höflern auf den Höhen wurde nach der Schlacht am Weißen Berg aus dem Besitz des Güglinger von Kneiselstein konfisziert und dem Kloster Frauenthal übereignet, fortan wurden die Höfler als Frauenthaler Höfler bezeichnet. 1782 hob Kaiser Joseph II. das Zisterzienserinnenkloster auf und wies das Gut Frauenthal dem Religionsfonds zu. Bis 1807 wurde das Gut von der k.k. böhmischen Staatsgüteradministration verwaltet, danach öffentlich versteigert und an Joseph Graf von Unwerth verkauft. Nach dessen Tod erbte 1822 Eugen Graf Silva-Tarouca-Unwerth den Besitz.
Im Jahre 1840 umfasste die im Caslauer Kreis gelegene und aus einzelnen Bauernhöfen und Einschichten bestehende Streusiedlung Höflern bzw. Höfler 21 Häuser, in denen 148 überwiegend deutschsprachige Personen lebten. Zu ihr gehörten die Wohnplätze:
- Schenkelhof, 4 Häuser
- Schidlak (Stříbrný Dvůr), 2 Häuser
- Řiha, 3 Häuser
- Pabausek (U Pabousků), 1 Haus
- Kozman, 1 Haus
- Hammer oder Hammerdörfel (Hamry), 7 Häuser, darunter eine Mühle.

Pfarrort war Teutschbrod. Bis zur Mitte des 19. Jahrhunderts blieb Höflern dem Gut Frauenthal und Termeshöfen untertänig.
Nach der Aufhebung der Patrimonialherrschaften bildete Frantálské Dvorce bzw. Pohledské Dvorce ab 1849 mit dem Ortsteil Šenklívy eine Gemeinde im Gerichtsbezirk Deutschbrod. Ab 1868 gehörte die Gemeinde zum Bezirk Deutschbrod. Seit den 1870er Jahren wurde alternativ auch Pohledští Dvořáci als Gemeindename, seit 1924 nur noch dieser Name als amtlicher tschechischer Ortsname verwendet. Am 1. Juli 1960 wurde Pohledští Dvořáci nach Havlíčkův Brod eingemeindet; der Weiler Šenklify wurde dabei abgetrennt und der Gemeinde Kyjov zugeschlagen. Der Ort ist heute stark gewerblich geprägt.

## Ortsgliederung
Die Grundsiedlungseinheit Pohledští Dvořáci gehört zum Ortsteil Havlíčkův Brod und ist Teil des Katastralbezirkes Havlíčkův Brod.
Pohledští Dvořáci besteht als den Siedlungen Hamry (Hammer) und Pohledští Dvořáci.